# 吕婕妤
吕婕妤（1393年—1413年），名失考，朝鮮人，中國古代明朝皇族女性，明成祖的妃嫔。朝鲜护军吕贵真的女儿。 

## 生平
永乐六年（1408年）十一月，宦官黄俨等人到朝鲜为明成祖选贡女。次年（1409年），又有数次筛选。共选得吕氏、权氏、任氏、李氏、崔氏五人，送入明朝后宫。吕氏时年十六岁（虚岁）:15—16，20。《李朝实录》记载，朝鲜太宗曾批评任氏与吕氏的容貌。
永乐七年（1409年）二月，明成祖册封妃嫔，吕氏受封为婕妤。父亲吕贵真亦因女儿受官光禄少卿（秩四品）。
永乐八年（1410年），最得宠的朝鲜贡女权贤妃暴薨，明成祖痛心不已。永乐十二年（1414年），权贤妃的兄长權永均和任添年（任氏父）、李茂昌、崔得霏（崔氏父）等到达北京。九月十九日，朝鲜方面知道明成祖在前一年重新查处权贤妃之死。明成祖告诉權永均，是吕婕妤争风谋害，让手下太监金得四人以砒霜毒杀权贤妃。吕婕妤在被严刑拷打后虐殺。并处死了她宫中的所有宫女宦官。成祖暗示朝鲜要杀掉这位谋害权妃的吕氏留在朝鲜的家人。朝鲜太宗不忍，将吕婕妤的母亲张氏和亲族关押，又陆续释放。向成祖谎报已经杀了吕氏之母张氏。十二月二十二日，元閔生回自北京，啓曰：「臣奏已刑呂氏之母，帝然之。」。永乐十九年（1421年），鱼吕之乱中，得知此案是冤案:31—32。